# Oberst Glacier
Oberst Glacier är en glaciär i Antarktis. Den ligger i Östantarktis. Norge gör anspråk på området. Oberst Glacier ligger 1 403 meter över havet.
Terrängen runt Oberst Glacier är platt västerut, men österut är den kuperad. Terrängen runt Oberst Glacier sluttar norrut. Trakten är obefolkad. Det finns inga samhällen i närheten. 